# Guillaume Apollinaire
Guillaume Apollinaire, pseudonimul literar al lui Wilhelm Albert Vladimir Apollinaris de Kostrowitzky, (n. 26 august 1880, Roma -  d. 9 noiembrie 1918, Paris) a fost poet, prozator și critic de artă, participant activ și precursor al unora din importantele mișcări artistice ale secolului XX, așa cum sunt dadaismul, modernismul și suprarealismul.

## Biografie, viață artistică
Reprezentant notoriu al avangardei artistice de la începutul secolului XX, reformator al limbajului poetic, dadist, modernist și precursor al suprarealismului, născut la Roma, în 1880, dintr-o mamă nobilă poloneză (dar cu o identitate a tatălui incertă), viitorul critic de artă Apollinaire a urmat școala la Monaco, Cannes și Nisa.

### Activitate artistică
Publică primele poezii în 1897 sub pseudonimul Guillaume Macabre. Sosește în 1899 la Paris pentru a exercita diverse meserii, de la cea de funcționar bancar la aceea de profesor particular. Împreună cu unul din elevii lui petrece un timp în Renania (Germania). Acolo, pe frumoasa vale a Rinului, se pare că și-a descoperit înzestrarea pentru poezie. Se stabilește definitiv la Paris în 1903, unde își începe colaborările literare în diverse publicații, după ce - încă din 1902 - își vădise talentul de critic de artă în paginile revistei "L'Européen", unde publicase eseuri despre operele de artă admirate în muzeul din Nürnberg. Devine în scurtă vreme unul dintre cei mai populari membri ai comunității artistice a Parisului, client obișnuit al localurilor "Le bateau lavoir" și "Le lapin agile" din Montmartre.
Printre prietenii și colaboratorii săi se vor număra Pablo Picasso, Jean Cocteau, Alfred Jarry, Erik Satie, Ossip Zadkine, Max Jacob ș.a. Își câștigă pâinea lucrând la o bancă, dar pentru a-și rotunji veniturile începe să scrie romane erotice (pe care le numește pornographiques et alimentaires). Colaborează la reviste literare în care îi apar poemele în proză, publicate mai târziu în volumul de debut, L'enchanteur pourrissant (1909, cu xilogravuri de André Derain).
Atras de pictură, îi aduce în atenția publicului pe Picasso, Douanier Rousseau, Henri Matisse și Georges Braque. Asistă la nașterea cubismului și devine unul dintre animatorii și teoreticienii curentului, fapt consfințit în 1913 de eseul Les peintres cubistes, apărut în revista de sub conducerea lui "Les Soirées de Paris". Apollinaire propune termenul de "orfism" pentru a descrie tendința către abstracția absolută în pictura lui Robert Delaunay, termen care i se putea aplica la fel de bine și lui, ținând seama de prima sa culegere de poeme din 1911 intitulată Le Bestiaire ou Cortège d'Orphée. Tot în 1913 apare volumul care îl consacră, Alcools, în care adună cele mai reușite poeme scrise între 1898 și 1912, suprimând punctuația pentru a nu stânjeni discursul liric, angajat în epopeea libertății expresiei.
În 1907, Picasso i-o prezentase pe Marie Laurencin, pictoriță de talent, ale cărei opere pot fi văzute la muzeul "Orangerie" din Paris, prin care se va lega, printr-o iubire pătimașă, tot mai temeinic de lumea artelor.

### Primul război mondial
În 1914 se înrolează, iar în 1916 este rănit grav la cap de o schijă de obuz și este supus unei trepanații craniene.
În același an apare Le poète assassiné, o culegere de nuvele și povestiri mythiques et autobiographiques. În 1917 pune în scenă piesa Les mamelles de Tirésias, pe care o definește, vizionar, "dramă suprarealistă", piesă care va face subiectul unei opere a compozitorului Francis Poulenc (1947). Continuă să colaboreze la revistele de avangardă literară ale vremii și publică manifestul artistic L'Esprit nouveau et les poètes.
În ianuarie 1918 suferă o congestie pulmonară care îi șubrezește și mai mult sănătatea. În luna aprilie a aceluiași an, apare Calligrammes, o culegere de Poèmes de paix et de guerre, poèmes conversations, idéogrammes lyriques, însoțite de câteva scrisori de pe front (corespondența din această perioadă va fi publicată integral abia în 1947 sub titlul Poèmes à Lou).
Moare pe 9 noiembrie 1918, fiind victimă a marii epidemii de gripă spaniolă. Este înmormântat la cimitirul Père Lachaise din Paris.

### În România
În România, Apollinaire a avut mulți admiratori printre scriitorii de avangardă din perioada de după primul război mondial. În 1968 apare o ediție bilingvă cu o selecție a poemelor lui Apollinaire în traducerea lui Mihai Beniuc. În 1971, Editura "Univers" publică în îngrijirea lui Virgil Teodorescu o remarcabilă culegere din textele lui Guillaume Apollinaire, traduse de Leonid Dimov, Ion Caraion, Vasile Nicolescu, Tașcu Gheorghiu, Gellu Naum, Virgil Teodorescu, Dumitru Țepeneag, Ștefan Augustin Doinaș, Mihai Beniuc.

## Operă (selecție)
- La Gráce et le Maintien Français, 1902
- Les onze mille verges (Cele unsprezece mii de vergi), 1907
- L'enchanteur pourrissant, 1909
- L'Hérèsiarque et Cie, 1910
- Le Théâtre Italien, 1910 ("Teatrul italian")
- Les exploits d’un jeune Don Juan (Isprăvile unui tânăr Don Juan), 1911
- Le bestiaire ou le cortège d’Orphée, 1911
- Alcools, 1913 ("Alcooluri")
- Les peintres cubistes, 1913 ("Pictorii cubiști")
- La Fin de Babylone, 1914 ("Sfârșitul Babilonului")
- Case d'Armons, 1915
- Le poète assassiné, 1916 ("Poetul asasinat")
- Les mamelles de Tirésias, 1917 ("Mamelele lui Tiresias")
- L'esprit nouveau et les poètes, 1918
- Calligrammes, 1918 ("Caligrame")
- Le Flâneur des Deux Rives, 1918
- La femme assise, 1920
- Le guetteur mélancolique

### Scrieriștiințifico-fantastice
- Le surmâle, 1905
- Le toucher a distance, 1910 (Pipăitul la distanță)
- Le guide
- Le cigare romanesque
- La lepre
- Cox-City
- Un beau film